# Shenyang J-8II
Lo Shenyang J-8II, talvolta indicato anche come Jian-8II o J-8B (nome in codice NATO Finback-B) è un caccia intercettore bimotore a getto ad ala a delta prodotto dall'azienda cinese Shenyang Aircraft Corporation (SAC) dagli anni ottanta.
Derivato dal precedente J-8 è attualmente in servizio operativo nella Zhōngguó Rénmín Jiěfàngjūn Kōngjūn, l'aeronautica dell'Esercito Popolare di Liberazione (PLAAF) e nella Zhōngguó Rénmín Jiěfàngjūn Hǎijūn Hángkōngbīng, la componente aerea della Marina (PLANAF).

## Storia del progetto
Lo sviluppo del J-8II iniziò nei primi anni ottanta, fonti diverse indicano il 1981 o il 1982 come l'anno preciso, presso gli stabilimenti della Shenyang (SAC) basandosi sulle esperienze acquisite sul precedente J-8I. Il nuovo modello presentava numerose modifiche rispetto al progetto originale, la più appariscente delle quali era l'adozione di un radome anteriore, contenente l'antenna del radar, al posto della presa d'aria, che risultava sdoppiata e spostata ai lati della fusoliera in una configurazione simile a quella adottata dal MiG-23 o dall'F-4 Phantom.
Frutto di un lungo lavoro in galleria del vento, durato undicimila ore, il prototipo venne portato in volo per la prima volta il 12 giugno 1984 con risultati lusinghieri, tanto nelle prestazioni assolute quanto in maneggevolezza e stabilità direzionale, talloni d'Achille delle versioni J-8/J-8I. Elemento critico del nuovo aereo era costituito dal sistema radar ("Tipo 208") dotato di un campo di rilevamento di 60 km, non adeguato agli standard dell'epoca. La produzione in serie e l'accettazione in servizio operativo vennero, comunque, autorizzati nell'ottobre del 1988.

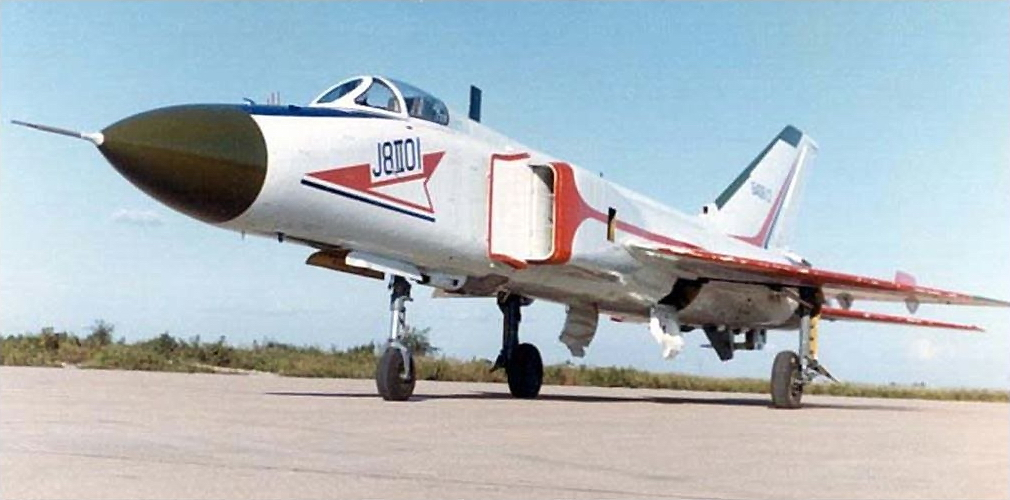
Un J-8II sulla pista.

Il progetto del J-8II fu immediato oggetto di sviluppo e, in ordine cronologico, il primo passo venne mosso partendo dalla consapevolezza che i limiti della tecnologia autoctona non sarebbero stati superati in tempi brevi. In virtù delle relazioni con gli Stati Uniti d'America, migliorate all'epoca della presidenza di Ronald Reagan, nell'agosto del 1987 venne varato il programma "Peace Pearl" che prevedeva l'aggiornamento dell'avionica di una cinquantina di J-8II a cura della Grumman Aerospace Corporation. Il programma avrebbe portato ad installare sui J-8II lo stesso radar impiagato dall'F-16, avionica completamente nuova, seggiolino eiettabile realizzato dalla Martin-Baker e, stando ad alcune notizie, turboventole General Electric F404.
Due aerei furono messi a disposizione della Grumman e portati in volo per i test iniziali da parte di piloti dell'United States Air Force ma l'esito della protesta di piazza Tienanmen determinò il brusco annullamento del programma da parte degli Stati Uniti d'America e la restituzione alle autorità cinesi dei due velivoli nelle loro condizioni originarie.
Nel breve volgere di quattro mesi, nei primi giorni di novembre del 1989, venne portata in volo una versione migliorata del caccia, definita J-8II B (o J-8B Block 02), dotata di una nuova versione del radar "Tipo 208" e di avionica aggiornata, in particolare adottando tecnologia Head-up display.
La ricerca di un miglioramento della dotazione avionica del J-8II portò ad un secondo accordo internazionale all'inizio degli anni novanta: in questa occasione la collaborazione con la società israeliana ELTA Systems si concretizzò nell'adattamento del radar EL/M-2034 all'impiego sul caccia cinese. Questa nuova versione venne inizialmente identificata come J-8III ma ben presto divenne J-8C ed ottenne la certificazione nel corso del 1995 anche se i nuovi motori che avrebbero dovuto essere installati non videro mai la luce; ciò comportò l'abbandono della produzione in serie della variante, in favore dello Shenyang J-11 (versione cinese del Sukhoi Su-27).

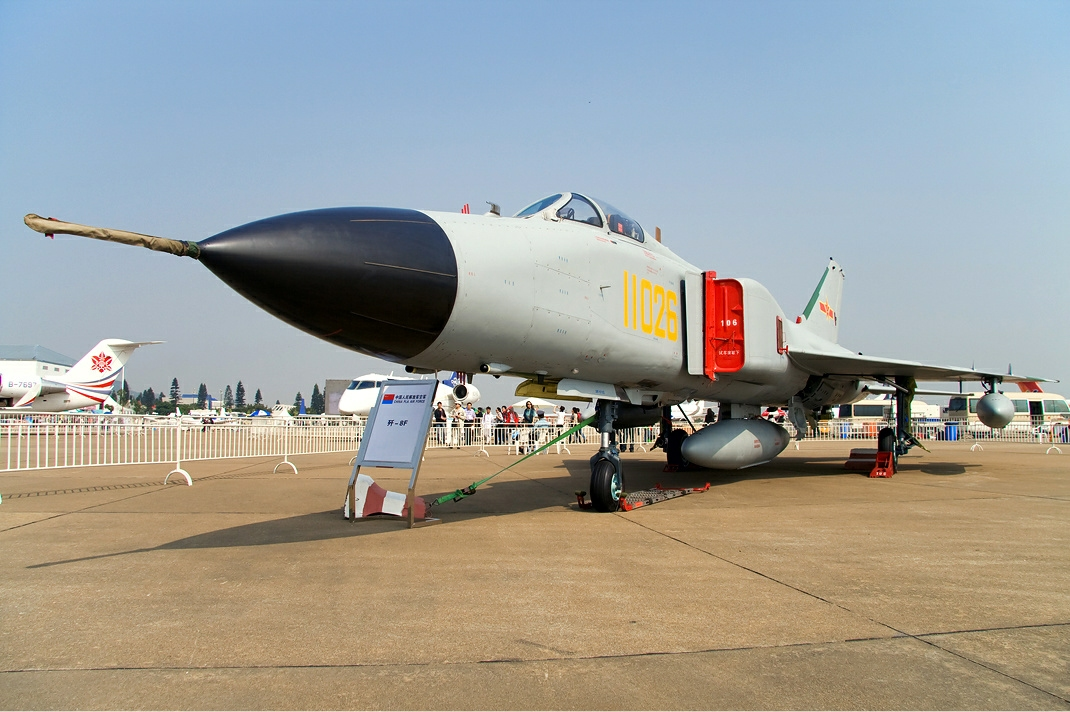
Un J-8II in esposizione al Zhuhai Airshow, nel 2010.

Più o meno nello stesso periodo vide la luce la variante denominata J-8IV (o J-8IIA o, ancora, J-8D) caratterizzata principalmente dalla presenza di una sonda (removibile) per il rifornimento in volo (presente anche sul J-8C) e da marginali miglioramenti al radar ed all'avionica. Portata in volo per la prima volta il 21 novembre del 1990, questa variante entrò in servizio nel 1996, anche se in occidente la sua esistenza divenne nota solamente in occasione della parata del 1º ottobre del 1999, commemorativa del 50º anniversario dalla proclamazione della Repubblica Popolare Cinese.
Dalle due precedenti versioni vennero successivamente sviluppate ulteriori varianti, rispettivamente indicate come J-8H (velivolo destinato al ruolo di cacciabombardiere, entrato in servizio nel 2002) e J-8F (intercettore ognitempo), portato in volo per la prima volta nel 2000.
Il 31 marzo 1996, in occasione dello Zhuhai Air Show, venne presentata la versione M del J-8II (nota anche come F-8 IIM); pensata per l'esportazione verso altri paesi e nata da una collaborazione tra Cina e Russia, era dotata di un radar russo Phazotron Zhuk-8II PD, il quale garantiva una copertura di 75 km, il monitoraggio simultaneo di 10 velivoli nemici e l'ingaggio di due di essi. L'armamento poteva essere costituito sia da missili antiaerei (tra i quali i russi R-27) che antinave (ancora una volta i russi Kh-31). Come propulsori sono stati impiegati due turbogetti WP-13B.
Un successivo aggiornamento della versione M prevede l'installazione di radar Zhuk migliorati (con la possibilità di monitorare l'attività di 24 bersagli e l'ingaggio di 4 di essi) e di missili PL-9 e P-73. Tale aggiornamento è stato voluto in virtù del fatto che sul mercato dell'esportazione il velivolo non ha riscontrato particolare successo, a parte un marginale interessamento da parte dell'Iran.

## Tecnica

### Cellula
Caratterizzato dalla conformazione ogivale della prua e dalle prese d'aria ai lati della fusoliera, il J-8II venne anche rivisto nel disegno della carlinga, modificato seguendo la regola delle aree; rispetto al predecessore J-8I manteneva invece sostanzialmente invariata l'ala con la sua conformazione a delta ed angolo di freccia di 60° e l'impennaggio: unica considerevole differenza era rappresentata dalla parte inferiore della fusoliera dove una singola pinna disposta al centro prendeva il posto di due più piccole sistemate alle estremità. Nel caso del J-8II, inoltre, la pinna ventrale veniva ripiegata lateralmente, in concomitanza con l'estrazione del carrello, per agevolare le manovre di decollo ed atterraggio.
L'ala del J-8II venne modificata nella parte inferiore per consentire l'impiego di un'altra coppia di piloni nell'intradosso destinati al trasporto di armi o serbatoi di carburanti, portando il totale dei piloni a sette. Inoltre, a partire dalla versione J-8C sull'estradosso venne aggiunta una seconda piccola pinna.

### Motore
Il motore rappresentava un altro considerevole elemento di discontinuità fra il J-8I ed il J-8II: sul nuovo velivolo vennero installati due turbogetto WP-13A-II, frutto di uno sviluppo autonomo del motore sovietico Tumansky R-13. Il WP-13A-II era dotato di postbruciatore ed ognuno di essi era in grado di esprimere una forza pari a 42,66 kN a secco, valore che saliva fino a 64,72 kN con il postbruciatore in funzione.
La versione J-8C avrebbe dovuto utilizzare il motore WP-14 (interamente realizzato in Cina) che tuttavia non arrivò mai alla fase di produzione in serie, mentre la variante F-8 IIM venne dotata del WP-13B da 47,07 kN a secco e 68,65 kN con il postbruciatore.

### Sistemi d'arma
Lo sviluppo del J-8II fu prevalentemente incentrato sull'utilizzo di sistemi sempre più moderni: in particolare le autorità militari e l'ufficio tecnico della Shenyang Aircraft Corporation vollero dotare l'aereo con radar del tipo pulse-Doppler, il "Tipo 208" che già nella versione "208A", installata sui velivoli "J-8B Block 02", garantiva al velivolo capacità "Look-down/shoot-down". Il passo successivo, rappresentato dal radar "208B" fu l'introduzione di un sistema Head Up Display.
Sulla versione "da esportazione" F-8 IIM venne infine applicato il principio di controllo "Hands On Throttle-And-Stick" (HOTAS), sistemando i principali comandi sulla manetta al fine di consentire ai piloti di accedere alle funzioni vitali dell'aereo, senza dover rimuovere le mani dai comandi del gas e del volo.
Il costante processo di aggiornamento dell'avionica in dotazione alle diverse versioni del J-8II è stato affiancato dalla possibilità di utilizzare diversi armamenti, anche in questo caso costantemente ammodernati.

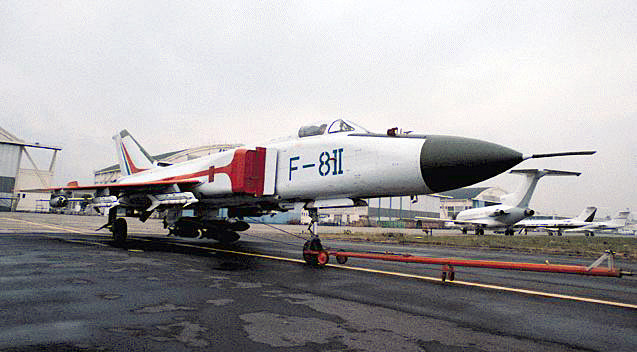
Un J-8II mostra sui piloni alari diversi tipi di armamento offensivo.

Così la dotazione principale del caccia fu costituita dai missili PL-2 e PL-5 installati sul J-8B, dai PL-8 nel J-8D, dai PL-9 dell'F-8II M; le ultime versioni del velivolo, J-8H e J-8F utilizzarono rispettivamente i PL-11 ed i PL-12; in ogni caso, poiché la dotazione missilistica era impiegata tramite piloni esterni disposti al di sotto della superficie alare, si tratta di indicazioni di massima e le varie versioni dei missili aria-aria erano sostanzialmente intercambiabili e dipendenti, in prevalenza, dalla capacità di interazione con il sistema di tiro e di gestione dei bersagli impiegato dal velivolo.
Il J-8II aveva anche capacità secondarie di operare come cacciabombardiere ed in questo caso, oltre a carichi di caduta non guidati, le dotazioni principali erano costituite dai missili di origine sovietica Kh-31 e dal loro derivato cinese YJ-91, utilizzato sia nella versione antinave che in quella antiradar.
Infine risulta che, almeno nella versione J-8B, fosse ancora presente il cannone "Tipo 23-III" (copia del sovietico Gryazev-Shipunov GSh-23L) con serbatoio da 200 proiettili.

## Impiego operativo
Non risulta che il J-8II sia mai stato impiegato in combattimento, tuttavia il "Finback" è noto alle cronache per essere l'aereo che speronò un EP-3 dell'U.S. Navy nell'aprile 2001. Il pilota cinese morì nell'incidente, che venne causato da un avvicinamento troppo azzardato al velivolo statunitense e che causò molta tensione tra i due Paesi; l'aereo americano per i danni subiti dovette atterrare in un aeroporto cinese. Un evento simile si era verificato nel 1987, quando un Su-27 si scontrò con un P-3 norvegese, rompendogli 10 cm di elica; in quel caso non vi furono conseguenze più gravi.
La stampa specializzata nelle più recenti pubblicazioni indica la presenza di esemplari di "J-8" (senza tuttavia specificare la versione) sia nelle file della PLAAF (96 esemplari) che della PLANAF (47).

## Versioni
I dati sulle versioni sono tratti da "Chinese Aircraft - China's aviation industry since 1951", se non diversamente indicato.
- J-8/J-8I: denominazione delle prime due varianti del velivolo le cui componenti differivano per il 70% dalle successive;

- J-8II (J-8B, F-8B): ammodernamento strutturale del caccia J-8I; la presa d'aria venne spostata dal muso ai lati della fusoliera, consentendo di utilizzare radar di maggiore efficienza. Vennero sostituiti anche i motori, passando dai turbogetto WP-7A ai più recenti WP-13A capaci di sviluppare maggiori valori di spinta, in particolare nella fase di utilizzo del postbruciatore. La produzione in serie ebbe inizio nel 1988.
- J-8IIB (J-8B Block 02): variante modificata prevalentemente nelle dotazioni avioniche, dotata "head up display" e di radar con capacità "Look-down/shoot-down". Entrata in produzione nel corso del 1996.
- J-8B "Peace Pearl": avrebbe dovuto trattarsi di un aggiornamento del progetto originario sviluppato in collaborazione con la statunitense Grumman Aerospace Corporation; il principale intervento era costituito dalla prevista installazione del medesimo apparato radar già in dotazione al General Dynamics F-16 Fighting Falcon. Il programma venne bruscamente annullato in seguito agli eventi di piazza Tienanmen del 1989.
- J-8III (J-8C): variante caratterizzata dall'impiego di impianti avionici realizzati in collaborazione con l'azienda israeliana ELTA Systems Ltd. L'abbandono del programma di realizzazione dei nuovi motori WP-14 comportò la rinuncia alla realizzazione della versione. Tra le dotazioni previste figurava la sonda per il rifornimento in volo.
- J-8IV (J-8IIA, J-8D): denominazione assegnata ad un certo numero di velivoli, impiegati prevalentemente dall'aviazione della marina, dotati di sonda per il rifornimento in volo; operativi dal 1996, furono i primi velivoli da combattimento cinesi dotati di questa caratteristica.
- J-8H: variante cacciabombardiere, derivata dalla J-8D; dotata di radar di più recente concezione, entrò in servizio nel 2002.
- J-8F: sviluppo della versione intercettore J-8C, equipaggiata con un nuovo sistema radar e controllo del tiro.
  - JZ-8F: variante da ricognizione del J-8F; l'equipaggiamento di fotocamere era alloggiato nella parte anteriore della fusoliera.
- F-8IIM: sviluppata come variante da esportazione, era destinata a compiti di intercettazione e montava prevalentemente equipaggiamenti di progetto sovietico.
- J-8II ACT: fu la definizione assegnata ad un singolo esemplare utilizzato per sperimentare un sistema di controllo Fly-by-wire sviluppato in Cina (la sigla ACT ha il significato di "Active Control Technology").

## Cultura di massa
- In ambito videoludico, il J-8II compare tra i velivoli del videogioco Deadly Skies III (in versione M).
- È possibile pilotare il J-8II con versione B ed F sul videogioco War thunder

## Utilizzatori
Cina
- Zhongguo Renmin Jiefangjun Kongjun
- Zhōngguó Rénmín Jiěfàngjūn Hǎijūn Hángkōngbīng

### Annotazioni
1. ↑  Ma la fonte specifica che almeno in parte questo programma era già stato avviato in concomitanza con il Peace Pearl.
2. ↑  In pratica si tratta di un sistema capace di monitorare e guidare un'arma verso un bersaglio aereo che si muove al sotto dell'orizzonte del radar di ricerca.

### Fonti
1. 1 2 3  CHINESE J-8 INTERCEPTORS, in "AirVectors".
2. 1 2  Shenyang J-8 II, in "www.aviastar.org".
3. ↑  Frawley e Thorn, 1996, p. 144.
4. 1 2 3 4 5 6 7 8 9  Gordon e Komissarov, 2008, p. 80.
5. 1 2 3 4 5  Gordon e Komissarov, 2008, p. 81.
6. 1 2  Gordon e Komissarov, 2008, p. 82.
7. 1 2 3 4  Gordon e Komissarov, 2008, p. 83.
8. 1 2 3 4 5 6  Gordon e Komissarov, 2008, p. 84.
9. 1 2 3 4 5  Gordon e Komissarov, 2008, p. 85.
10. ↑  J-8 (Jianjiji-8 Fighter aircraft 8) / F-8, in "fas.org".
11. ↑  Aircraft Museum - J-8 / F-8 'Finback', in "www.aerospaceweb.org".
12. 1 2  Gordon e Komissarov, 2008, p. 90.
13. ↑  Gordon e Komissarov, 2008, p. 86.
14. ↑  Flight International, 10 - 16 Aprile 2001, p. 17.
15. ↑  AA.VV., Special Report - World Air Forces 2015 - Flight International.

### Pubblicazioni
- (EN) USN EP-3 diversion delivers secret surveillance equipment to China, in Flight International, Sutton, Surrey - UK, Reed Business Information Ltd., 10 aprile 2001,  p. 17. URL consultato il 28 ottobre 2015.
- (EN) Special Report - World Air Forces 2015 (PDF), in Flight International, Sutton, Surrey - UK, Reed Business Information Ltd., dicembre 2014. URL consultato il 28 ottobre 2015.